# Носс, Роб
Ро́б Но́сс  (англ. Rob Nosse), полное имя Ро́берт Но́сс (англ. Robert Nosse; род. 1967, Марион, штат Огайо, США) — американский политик; член Демократической партии США. С 2014 года является членом Палаты представителей штата Орегон от 42-го округа.

## Биография
Родился в 1967 году в городе Марион в штате Огайо, в семье американцев словенского происхождения. Окончил университет Майами в том же штате. В 1992 году переехал в Портленд в штате Орегон, где возглавил Орегонскую студенческую ассоциацию. До избрания в Палату представителей Орегона работал профсоюзным представителем Ассоциации медицинских сестёр Орегона. Практикующий католик. С 2000 года является членом приходского совета церкви Святого Филиппа Нери в Портленде.
Носс — открытый гомосексуал. В 1990 году совершил каминг-аут, после того, как переехал в город Колумбус — столицу штата Огайо. В 1993 году познакомился со своим будущим супругом Джимом Ладеном, консультантом по проектам. В 2003 году пара заключила официальный брак в городе Ванкувер в Канаде, так как в то время в штате Орегон однополые браки не регистрировались. Супруги воспитали двух приёмных детей — сына Хелейзо Антонио и дочь Элизию. Оба ребёнка взяли фамилии приёмных родителей — Носсе-Ладен. С появлением внука, которого родила им дочь, они стали дедушками.

### Политическая деятельность
Носсе — член Демократической партии США. После переезда в Портленд в 1992 году, он стал активно выступать за права ЛГБТ в Орегоне. Занимая место президента Орегонской студенческой ассоциации успешно провёл студенческую компанию против принятия Девятой поправки в конституцию штата, дискриминировавшей и маргинализировавшей гомосексуальных людей. Как член Политически активного комитета (PAC) по Фундаментальным правам и равноправию в Орегоне, участвовал в избирательных правах кандидатов от ЛГБТ-сообщества на выборные должности в штате и выступал за обеспечение брачного равноправия в Орегоне. Как профсоюзный представитель Ассоциации медицинских сестёр Орегона следил за тем, чтобы рабочие контракты для разнополых и однополых пар включали одинаковые гарантии и льготы.
В 2013 году Носсе выдвинул свою кандидатуру на место в Палате представителей Орегона от 42-го округа, после того, как действующий представитель, демократ Жюль Бейли решил баллотироваться на место в Комиссии округа Малтнома. На первичных выборах в мае 2014 года Носсе победил пять других кандидатов-демократов, набрав 48,9% голосов. Тогда же Бэйли вышел из состава Палаты представителей штата, заняв должность окружного комиссара. 26 июня 2014 года Носсе был назначен на место Бейли, на оставшуюся часть его срока. Это позволило ему исполнять обязанности представителя, одновременно баллотируясь на должность. На выборах 4 ноября 2014 года он обошёл кандидата-либертарианца Брюса-Александра Найта, набрав 90,64% голосов. На выборах 8 ноября 2016 года Носсе победил, но с немного худшим результатом в 88,71% голосов, обойдя независимого кандидата Джеймса Стаббса и кандидата-либертарианца Джереми Уилсона. На выборах 6 ноября 2018 года он улучшил результат, набрав 93,68% голосов и снова обойдя своего давнего оппонента Брюса-Александра Найта.